# Diga di Serra
La diga di Serra è una diga ad arco situata in Svizzera, nel Canton Vallese nella Zwischbergental.

## Descrizione
Inaugurata nel 1952, ha un'altezza di 22 metri e il coronamento è lungo 75 metri. Il volume della diga è di 2.000 metri cubi.
Il lago creato dallo sbarramento, ha un volume massimo di 0,2 milioni di metri cubi, una lunghezza di 300 m e un'altitudine massima di 1278 m s.l.m. Lo sfioratore ha una capacità di 160 metri cubi al secondo.
Le acque del lago vengono sfruttate dall'azienda Energie Electrique du Simplon.